# Ischnura taitensis
Ischnura taitensis är en trollsländeart som först beskrevs av Selys 1876.  Ischnura taitensis ingår i släktet Ischnura och familjen dammflicksländor. Inga underarter finns listade i Catalogue of Life.